# Federico de Arce (escritor)
Federico de Arce (Cieza, Murcia, 16 de abril de 1968) es un escritor y profesor de Literatura residente en Toledo, donde ha desarrollado la mayor parte de su carrera profesional y obra. Escribe en su nombre, pero también en el de sus heterónimos, entre los que destacan José Luis de la Bodega, Anna y Hans Schliemann, Abraham Abravanel, y el poeta chino Hu Zi.
En el año 2005, obtuvo el primer premio en la segunda edición del certamen literario Dulce Chacón con el relato Piratas.
Desde 2019 coordina la colección de poesía internacional "Ultramarina", de Mochuelo libros, una serie de antologías de poetas españoles e hispanoamericanos, cuya particularidad es que los poemas han sido seleccionados por ellos mismos.
Dirige la ecléctica colección de poesía “Entre las voces”, de la editorial Gato Encerrado.

## Obra

### Ficción
- ¿Por qué no hay una Hofbräuhaus en Toledo?. Toledo, Caja Castilla-La Mancha, 1997. DL M 7425-1997
- La voz de El Shaday. Toledo, Descrito ediciones, 2014. ISBN 9788494131233[5]
- La vieja. Toledo, Descrito ediciones, 2015. ISBN 9788494131271[6]

### Poesía
- En casa de huéspedes (fragmento). En El signo del gorrión, n.º 19, p. 172. León, Trotta, 2000. ISSN 1133-2069[7]
- Miel de Brujas. Descrito ediciones, 2009, (edición digital, 2016). ISBN 9788494551925[8]
- Aguas arriba de mi madre. Madrid, Amargord, 2016. ISBN 9788416762286[9]
- Alma de cántaro. Madrid, Huerga & Fierro, 2017. ISBN 9788494779855[10]
- Un mal español. [Madrid / Buenos Aires], Mochuelo libros, 2019. ISBN  9788494989506[11]
- Jugando a las casitas con Emily Dickinson: aletría. [Toledo], Mochuelo libros, 2020. ISBN 978-84-949895-6-8[12]
- El guardián de la voz. Toledo, Gato Encerrado, 2021. ISBN  978-84-946132-8-9
- El sexo no es la herida de Dios.[13] Madrid, ed. Los Libros del Mississippi,[14] 2024. ISBN 9788412824230

### Ensayo
- El narrador y sus demonios: Cervantes, Kafka, Borges. Santiago de Chile, Ril editores, 2025. ISBN 9788410248366
- Paco esteta cogió su fusil, prólogo a El diario de Paco Esteta y otros relatos de Paco Rojas, Antonio Pareja Editor, 2002. ISBN 84-95453-31-2
- Dulce Chacón, la mujer araña. En En uno de los valles del Río Blanco. Valencia, Trashumantes  2008. ISBN 9788493658236
- Alberto Sánchez, en El pueblo español tiene un camino que conduce a una estrella, Descrito Ediciones, 2017, ISBN 978-84-947724-0-5

### Traducciones
- La ceniza del instante. Poesía esencial / Salah Al Hamdani; Traducción de Fuensanta Alonso y Federico de Arce. Madrid, Huerga & Fierro, 2023. ISBN 978-84-126938-8-1

## Distinciones
- Primer premio (Certamen literario 'Dulce Chacón', 2005)
- Escribió y dirigió Pleased to meet you, ópera rock por la cual el Instituto de educación secundaria Sefarad de Toledo fue reconocido por el Ministerio de Cultura con el Premio Nacional CREARTE 2009.